# Reserva natural de Janka
La reserva natural de Janka (en ruso: Ханкайский заповедник), también conocida como Jankaisky, es un zapovédnik ruso (reserva natural estricta) que cubre partes de la costa y las aguas del lago Janka, el lago de agua dulce más grande del Lejano Oriente ruso. Es un área importante para la anidación y migración de aves acuáticas y otras aves. La reserva está dividida en cinco sectores distintos que se extienden a lo largo de las orillas sur y este del lago. La reserva está situada en el distrito administrativo (raión) de Spassk en el suroeste del Krai de Primorie, se estableció formalmente el 28 de diciembre de 1990 y cubre un área de 437 km². Es parte del Sitio Ramsar del lago Janka.

## Topografía
Los dos tercios del sur del lago están en Rusia; el tercio norte está en China. La superficie total del lago es de 4190 km2. La Reserva Janka se divide en cinco secciones que cubren partes de la costa sur, la costa este y un espolón que se extiende desde el noreste del lago. El terreno alrededor del lago es principalmente plano y lacustre-aluvial, con colinas ondulantes fuera del lago; el punto más alto es de 147 metros. Las cinco secciones que conforman la reserva son:
- Río - (12 494 ha)
- Grullas - (9479 ha)
- Pantano del diablo - (16 641 ha)
- Pinos - (375 ha)
- Melgunov - (300 ha)

Alrededor del lago hay pantanos sustentados por una gruesa capa de arcilla. Debido a que el agua no puede filtrarse a través de la arcilla, las llanuras alrededor del lago se inundan con frecuencia. Hay nueve ríos que desembocan en el lago, pero solo uno, el río Songacha, que sale del lago. El Songacha es un afluente del río Ussuri y, en última instancia, del río Amur más al norte.

## Ecorregión y clima
La reserva natural de Janka se encuentra en la ecorregión de praderas y bosques de Suiphun-Janka, un área sin bosques alrededor del lago Janka en el Lejano Oriente ruso, el río Ussuri y a lo largo del río Suiphun hacia el sur. Esta ecorregión se caracteriza por praderas tolerantes al fuego y bosques de robles mongoles, con altos niveles de biodiversidad de especies y endemismo.
El clima característico de la reserva es clima continental húmedo, con veranos cálidos (clasificación climática de Köppen (Dfb)). Este clima se caracteriza por grandes cambios de temperatura, tanto diurnos como estacionales, con veranos templados e inviernos fríos y nevados. La temperatura media mensual máxima es de 20 °C (68,0 °F) en julio, mientras que la temperatura media mensual mínima es de −21 °C (−5,8 °F) en enero. Las precipitaciones se producen principalmente en verano, con una precipitación media anual de 500 a 650 milímetros anuales.

## Flora y fauna

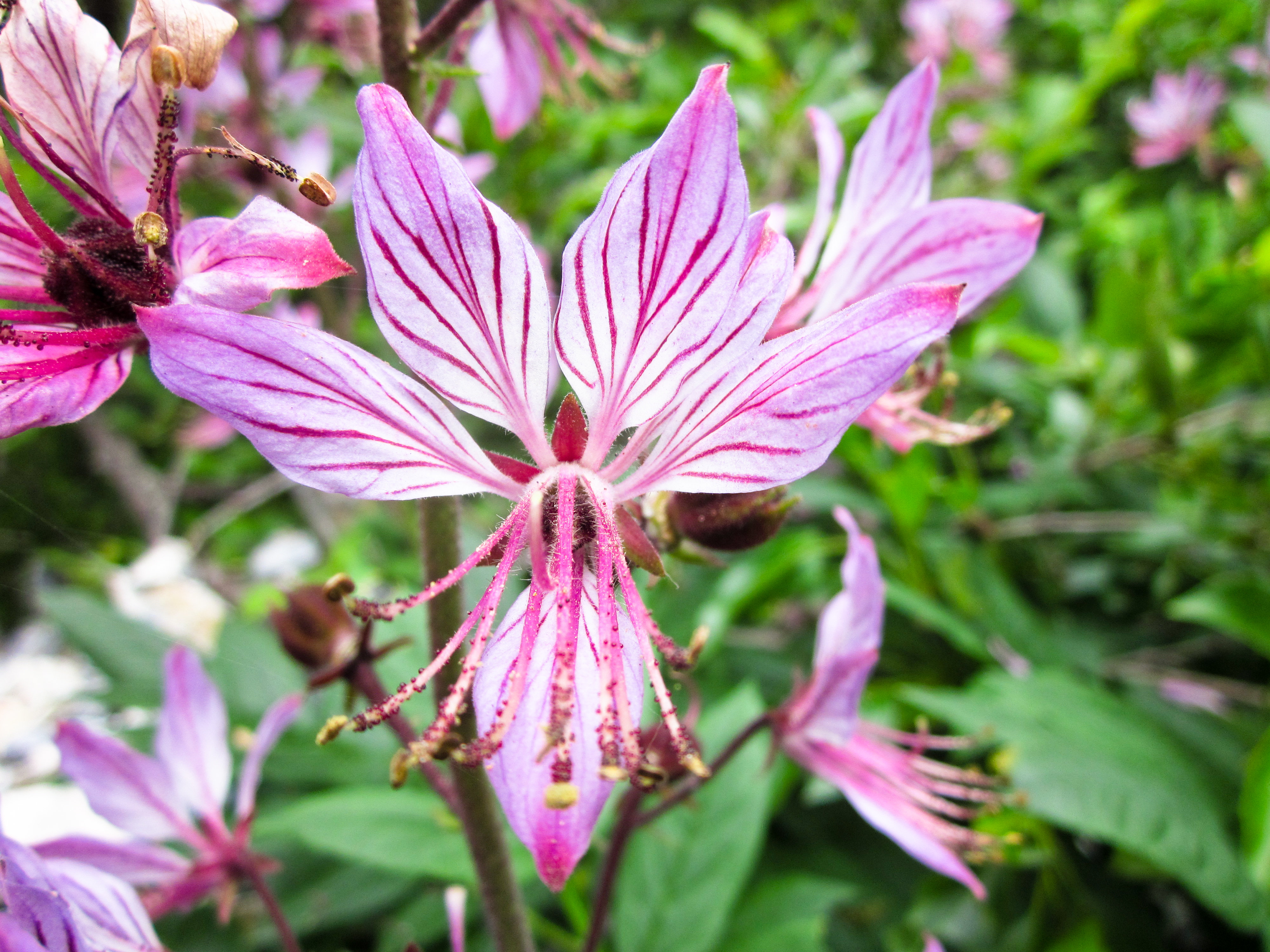
Un Dictamnus albus cerca de la orilla del lago Janka

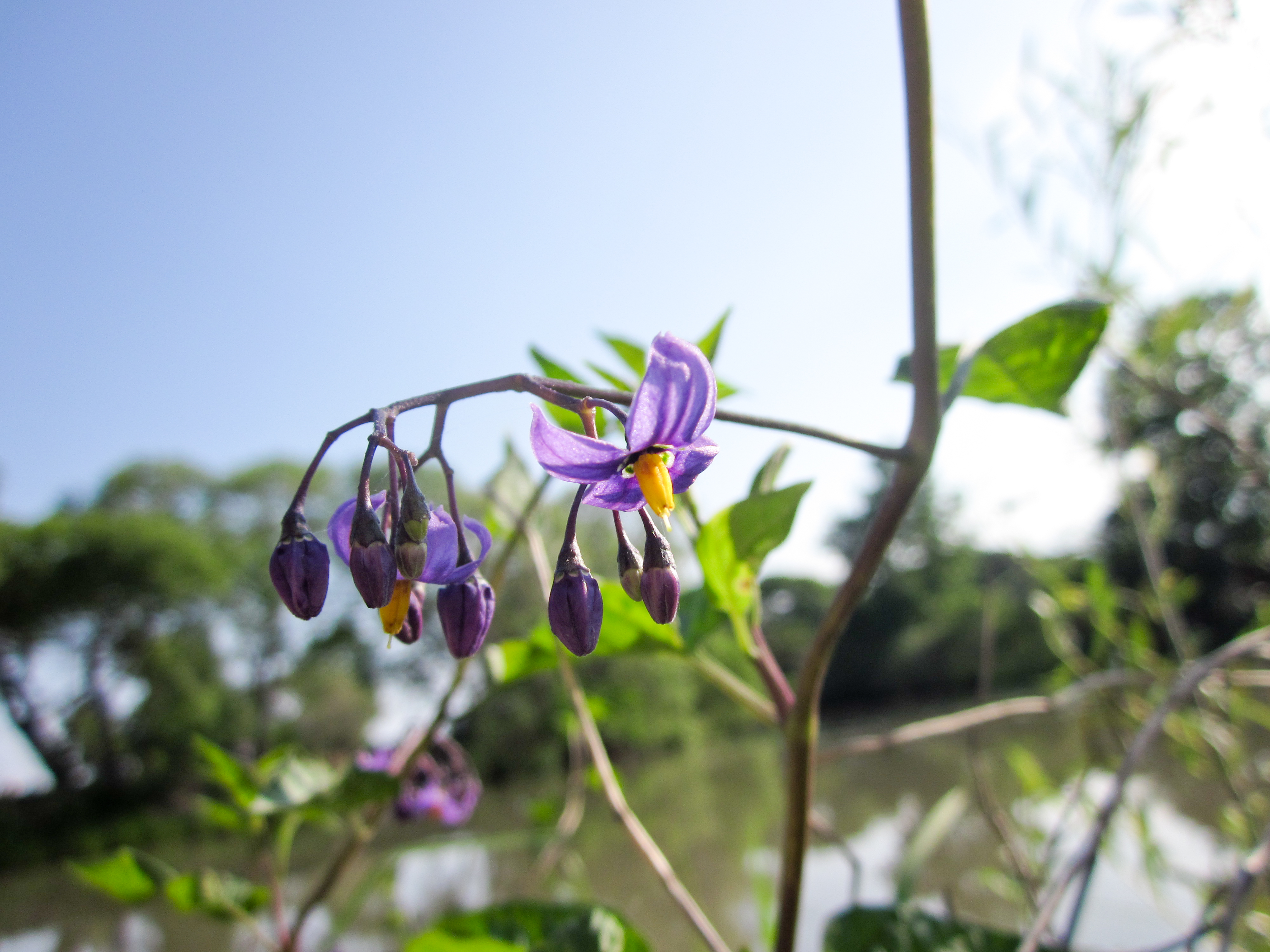
Un Solanum kitagawae muy cerca del lago Janka

La reserva cubre muchos hábitats florales diferentes: prados, pantanos, estepas, lagos y bosques. Alrededor del 30 % de los prados son Calamagrostis. Las áreas de tipo estepario son pastizales al pie de las lomas, siendo las especies características Agrostis, Allium y Equisetaceae. La altura promedio de la vegetación en estas áreas es de 20 a 40 cm. Tierra adentro de la orilla este del lago hay turberas generalizadas. Las marismas, generalmente dominadas localmente por un tipo de juncos, son apreciadas por las aves acuáticas como alimento y refugio. La vegetación acuática es muy diversa. En las bahías poco profundas hay matorrales de algas, con parches flotantes de lirios y otras cubiertas superficiales. Las áreas poco profundas presentan especies herbáceas como Syngonium podophyllum, Fallopia japonica y sanguinaria, mientras que todas las costas presentan cañas, pastos y Zizania. Hay un bosque en el sitio, de roble mongol (Quercus mongolica) y plantas asociadas. Los científicos de la reserva han registrado 685 especies de plantas vasculares.
La fauna de la reserva es más notable para las aves: se han registrado 337 especies de aves y se sabe que 140 especies se reproducen en el sitio. Los mamíferos más característicos son el perro mapache y el zorro, y nueve especies de ratones. Los peces del lago incluyen bagres, lucios y varias especies de carpas. La reserva es el único lugar en Rusia en que aún se puede encontrar el Ibis de patas rojas.

## Ecoturismo
Como reserva natural estricta, la reserva Erzi  está en su mayor parte cerrada al público en general, aunque los científicos y aquellos con fines de «educación ambiental» pueden hacer arreglos con la administración de la reserva para realizar visitas. Sin embargo, existen zonas de amortiguamiento a lo largo de los lagos que están abiertas al turismo de bajo impacto y al uso recreativo. Además, existen varias rutas «ecoturísticas» con torres de observación para aves para uso estacional del público, pero el uso requiere obtener permisos con anticipación y el tamaño y número de los grupos de turistas autorizados es limitado. La oficina principal de la reserva está situada en la ciudad de Spassk-Dalni.